# 内田正紀
内田 正紀（うちだ まさき・Masaki Uchida、1997年9月19日 ‐ ）は、PRODUCE 101 JAPAN SEASON2の元練習生である。
愛知県出身。愛称は「うちだまさき」「うちだくん」「うっちー」

## 経歴

### 生い立ち
1997年9月19日生まれ。愛知県出身。小学校から中学校までサッカー部所属。高校では演劇部所属。大学学部ではよさこいサークルに所属。

### 2021年

#### PRODUCE 101 JAPAN SEASON2
『PRODUCE 101 JAPAN SEASON2』に参加。オーディションに参加した理由として「これまでの自分を変えたくて、ずっと自分が持っていた夢に向かって、ここで一つ殻を破りたいと思い応募した」と語っている。ボーカル志望であり、グループバトル「 I NEED U」ではサブボーカルを担当。コンセプトバトル「Another Day」では、初めてのラップに挑戦している。内田本人も「総合力」と言っている言葉とおり、ダンス未経験の中、ポジションバトル「NA」では、成長を見せたパフォーマンスと美しい表現力を評価された。圧倒的な歌唱力で視聴者を魅了し、第7話順位発表では40位から24位まで追い上げた。また「パフォーマンスは、ダンスとかボーカルとかそういう枠組みでは計りきれないもの。枠組みに囚われない自分」と、パフォーマンスに対する考えを語っている。番組中は、グループバトル・ポジションバトルではリーダーを務めた。チームメンバーの中では最年長であり、メンバーを支えながらも愛されキャラで親しまれた。
6月3日に行われた第2回順位発表式では、最終順位27位となり番組への挑戦は終了となる。
6月8日に、『♯数えきれないほどの愛を内田正紀へ』Twitterでトレンド入り。
10月5日　グループバトルで発表した「弁当少年団（井筒裕太、内田正紀、笹岡秀旭、篠ヶ谷歩夢、三佐々川天輝、安江津久）/ I NEED U」がYouTube再生回数100万回達成。

#### 個人活動
2021年6月に自身のInstagramを開設。Instagramの開設時のアイコンは、内田本人がCG画像作成したものであった。
2021年12月に自身のTwitter、YouTubeチャンネルを開設する。
2021年12月に自身のYouTubeチャンネルで、自主制作となるオリジナルソング『vista』を公開。作詞・作曲・アレンジだけでなく、グラフィックデザインまでを1人で作成し発表。

### 2022年
2022年2月14日、PRODUCE 101 JAPAN SEASON2の元練習生である笹岡秀旭のYouTubeチャンネルで、米津玄師の『春雷』のカバー・コラボ動画が公開される。
2022年5月31日、自身のYouTubeチャンネルで自主制作となるオリジナルソング『回燥』を公開。
2022年9月1日、自身のYouTubeチャンネルで自主制作となるオリジナルソング『水心』を公開。
2022年12月2日、自身のYouTubeチャンネルで自主制作となるオリジナルソング『PLANKTON』を公開。
2022年12月5日、自身のYouTubeチャンネルで自主制作となるオリジナルソング『PLANKTON full ver.』を公開。

### 2023年
2023年6月17日、自身のYouTubeチャンネルで自主制作となる新曲『なくしもの』を公開。同時に、「-mono time」としてのプロジェクト活動が開始となる。
2023年12月25日、-mono timeとして、松田聖子の「SWEET MEMORIES」のカバー動画が公開。

### 2024年
2024年5月17日、YouTubeチャンネルで自主制作となるオリジナルソング『カレンデュラ』を公開
2024年12月24日、１st EP『ありふれたヒビ』リリースを発表。2025年1月11日リリース。各種音楽ストリーミングサービスにて配信・ダウンロード販売が決定。2024年12月31日に予約・先行試聴開始。

## 人物

### 特徴
曲や歌詞の世界観を表現した歌唱力を称されることが多く、安定した伸びやかな歌声で高い実力の持ち主。演劇経験があり、感情表現が上手い。番組中は、「自分は意見が言えないタイプだから、それを変えるためにもリーダーをやりたかった」と語っており、どんな環境でも前向きにトライしようとする。向上心があり、真面目で努力家。自身の魅力のポイントを「プリケツ」と語っており、そこから桃色（ピンク）がイメージカラーに定着する。
絵を描くことが得意で、番組の自己PR企画では自身の似顔絵を披露。また建築を学んでおり、CG画像作成もできるなど、クリエイティブな才能の持ち主である。
座右の銘は、敵は己の中にあり

### 趣味・嗜好
趣味は弾き語り、カラオケ、音楽を聴くこと。
特技は少林寺拳法、よさこい、CGの画像作成、絵を書くこと。
好きな色は青色。

## アーティスト性

### 音楽
アコースティックギター、エレキギターを弾く。主に弾き語りで、ジャンルとしては、J-POP、ロック、ポップ・ロックなどである。
オンタクト評価で公開された『馬と鹿（米津玄師）』で歌唱力が話題となる。音楽専門家からも才能を評価された。
憧れのアーティストは、Mr.Children。理由としては「いくつになっても、自分の考えや思いを世の中の人にぶつけている姿がかっこいい」と語っており、オーディション終了後の初カバー動画では、『君と重ねたモノローグ (Mr.Children)』を公開。動画と共に、番組期間中に投票応援してくれたファンへの感謝の思いや、自身の考えを綴っている。
Mr.Childrenの中で最も好きな曲は「蒼」。自身のInstagramでライブ配信をした際に、「響く曲はネガティブな曲が多いが、自分がそう思っても切り換えて前に進めばいいと思える。そんな存在のアーティストを目指している」と語っている。
他に好きなアーティストは、RADWIMPS、BUMP OF CHICKEN、宇多田ヒカル、King Gnuなど。

### デザイン
建築、都市デザイン、ランドスケープなど学んでいる。
2021年12月2日、オリジナル楽曲『vista』を発表。"vista artwork"としてグラフィックデザインを発表。
2022年5月31日、オリジナル楽曲『回燥』を発表。”kaiso artwork"としてグラフィックデザインを発表。
2022年9月1日、オリジナル楽曲『水心』を発表。”MIZUGOKORO artwork"としてグラフィクデザインを発表。
2022年12月2日、オリジナル楽曲『PLANKTON』を発表。映像作成としてshort filmを発表。
2022年12月6日、”PLANKTON artwork”としてグラフィックデザインを発表。

## ディスコグラフィ

### EP
| 配信日                 | 販売形態 | タイトル       | 収録曲 | 備考                                                                                  |
| ---------------------- | -------- | -------------- | ------ | ------------------------------------------------------------------------------------- |
| 2025年1月11日 配信予定 |          | ありふれたヒビ | 全５曲 | 各種音楽ストリーミングサービスにて配信・ダウンロード販売 2024.12.31予約・先行試聴開始 |

### 参加作品
| 発売日          | 楽曲名                    | 収録CD                    | レーベル                    | 備考                                                         |
| --------------- | ------------------------- | ------------------------- | --------------------------- | ------------------------------------------------------------ |
| 2021年 07月21日 | Let Me Fly 〜その未来へ〜 | PRODUCE 101 JAPAN SEASON2 | LAPONEエン ターテインメント | 第36回日本ゴールドディスク大賞 Concept album of the year受賞 |
| 2021年 07月21日 | Another Day               | PRODUCE 101 JAPAN SEASON2 | LAPONEエン ターテインメント | 第36回日本ゴールドディスク大賞 Concept album of the year受賞 |

## ミュージックビデオ

### オリジナル楽曲：内田正紀
| 公開日 | 公開日   | 曲名               | 制作                                                 |
| ------ | -------- | ------------------ | ---------------------------------------------------- |
| 2021年 | 12月02日 | vista              | Music、Lyrics、Arrangement、Artwork by Uchida Masaki |
| 2022年 | 05月31日 | 回燥               | Music、Lyrics、Arrangement、Artwork by Uchida Masaki |
| 2022年 | 09月01日 | 水心               | Music、Lyrics、Arrangement、Artwork by Uchida Masaki |
| 2022年 | 12月02日 | PLANKTON           | short film All of work by Uchida Masaki              |
| 2022年 | 12月05日 | PLANKTON full ver. | Music、Lyrics、Arrangement、Artwork by Uchida Masaki |
| 2024年 | 05月17日 | カレンデュラ       | Music、Lyrics、Arrangement、Artwork by Uchida Masaki |

### オリジナル楽曲：-mono time
| 公開日  | 公開日   | 曲名       | 制作                                                                                               |
| ------- | -------- | ---------- | -------------------------------------------------------------------------------------------------- |
| 2023 年 | 06月17日 | なくしもの | Music、Lyrics、Arrangement by -mono time Mix,Video,Design by Uchida Masaki.Guitar,Piano by ふらい. |

### カバー楽曲：Instagram
| 公開日 | 公開日   | 曲名                                   | 動画 | 原曲                                | 制作                         |
| ------ | -------- | -------------------------------------- | ---- | ----------------------------------- | ---------------------------- |
| 2021年 | 07月04日 | 君と重ねたモノローグ：covered 内田正紀 |      | Mr.Children「君と重ねたモノローグ」 | Vo & guitar & video:内田正紀 |

### カバー楽曲：YouTube
| 公開日 | 公開日   | 曲名                                                                     | 原曲                                       | 制作                                                      |
| ------ | -------- | ------------------------------------------------------------------------ | ------------------------------------------ | --------------------------------------------------------- |
| 2021年 | 12月17日 | One more time,One more chance：covered by Uchida Masaki                  | 山崎まさよし「Onemoretime,Onemore chance」 | Vo & guitar & video:Uchida Masaki                         |
| 2022年 | 01月27日 | First Love：covered by Uchida Masaki                                     | 宇多田ヒカル「First Love」                 | Vo & guitar & video:Uchida Masaki                         |
| 2022年 | 02月14日 | 春雷：covered by 笹岡秀旭、内田正紀（笹岡秀旭YouTubeチャンネルにて公開） | 米津玄師「春雷」                           | Vo & arrange & mix:笹岡秀旭、Vo & guitar & video:内田正紀 |
| 2022年 | 03月18日 | 未来花：covered by Uchida Masaki                                         | スキマスイッチ「未来花」                   | Vocal & Video:Uchida Masaki、Piano:フライ                 |
| 2022年 | 06月08日 | レイニーブルー：covered by Uchida Masaki                                 | 徳永英明「レイニーブルー」                 | Vo & guitar & video:Uchida Masaki                         |
| 2022年 | 06月29日 | Prayer X：covered by Uchida Masaki                                       | King Gnu「Prayer X」                       | Vo & guitar & video:Uchida Masaki                         |
| 2022年 | 10月21日 | ヒカリノアトリエ：covered by Uchida Masaki                               | Mr.Children「ヒカリノアトリエ」            | Vo & guitar & video:Uchida Masaki                         |
| 2023年 | 12月25日 | SWEET MEMORIES:covered by -mono time                                     | 松田聖子「SWEET MEMORIES」                 | Vo & Video:Uchida Masaki. Piano:fly                       |

## 出演

### 配信
- PRODUCE 101 JAPAN SEASON2（2021年、GAYO!・TBS)

## 関連映像

### PRODUCE 101 JAPAN SEASON2
| 評価名           | 曲名                      | 原曲アーティスト名 | 動画 | 個人 | パフォーマンスメンバー                                               |
| ---------------- | ------------------------- | ------------------ | ---- | ---- | -------------------------------------------------------------------- |
| オンタクト評価   | 馬と鹿                    | 米津玄師           |      |      |                                                                      |
| レベル分け評価   | Walking with you          | Novelbright        |      |      | 上田将人、篠ヶ谷歩夢                                                 |
| レベル分け再評価 | Let Me Fly 〜その未来へ〜 | オリジナル         |      |      | 同番組に出演した練習生のうちオンタクト評価を通過した60人             |
| グループバトル   | I NEED U                  | BTS                |      |      | 井筒裕太、笹岡秀旭、篠ヶ谷歩夢、三佐々川天輝、安江津久               |
| ポジションバトル | NA                        | Nissy(西島隆弘)    |      |      | 飯吉流生、高橋航大、平本健                                           |
| コンセプトバトル | Another Day               | オリジナル         |      |      | 飯吉流生、太田駿静、尾崎匠海、木村柾哉、仲村冬馬、福田歩汰、四谷真佑 |